# Jacques Desjardins
Jacques Desjardins (* im 20. Jahrhundert in Montreal) ist ein kanadischer Komponist und Musikpädagoge.

## Leben
Desjardins studierte Komposition an der McGill University bei Bruce Mather und an der University of Michigan. Er unterrichtete von 1993 bis 2002 Musiktheorie und Komposition an der Musikschule der Université de Sherbrooke, wo er auch den Chor und das Ensemble für neue Musik dirigierte. Am San Francisco Conservatory of Music unterrichtet er Musiktheorie und Aufführungspraxis und ist stellvertretender Leiter des New Music Ensemble.
Während seiner Ausbildung erhielt Desjardins mehrere Stipendien des Canada Council. Er gewann zweimal den Ersten Preis beim Wettbewerb der Society of Composers, Authors and Music Publishers of Canada (SOCAN) und vertrat Kanada beim ersten internationalen Forum für Neue Musik des Nouvel Ensemble Moderne. Seine Kompositionen wurden u. a. vom Toronto Symphony Orchestra und vom niederländischen Ijsbreker Ensemble aufgeführt. Kompositionsaufträge erhielt er u. a. vom Sherbrooke Symphony Orchestra, dem Ensemble Contemporain de Montréal, vom Arthur-LeBlanc Quartet und vom Musica Nova Ensemble.
Für eine Aufführung an der San Francisco Opera 2012 orchestrierte er John Harbisons Oper The Great Gatsby neu für eine kleinere Besetzung.